# Lucien Vlaemynck
Lucien Vlaemynck (Izenberge, 19 agosto 1914 – Ledegem, 14 giugno 1994) è stato un ciclista su strada belga.
Professionista dal 1935 al 1949, passista scalatore specialista delle classiche del pavé, fu terzo al Tour de France 1939.

## Carriera
Passato professionista nel 1935 nelle file della squadra francese Alcyon, team in cui militò fino al 1945, fu un gregario capace di ottenere anche diverse affermazioni personali.
Ottenne il suo primo piazzamento nel 1936, quando riuscì ad imporsi in una tappa del Tour du Nord che concluse al sesto posto. Nel 1937 ottenne una vittoria di tappa al Circuito di Morbhian e conquistò successivamente la classifica generale del Circuit du Midi; ottenne poi numerosi piazzamenti, fra i quali il secondo posto nella Bruxelles-Verviers e il quarto nella Parigi-Rennes.
La stagione successiva vide Vlaemynck vincere del Giro del Lussemburgo e ottenere due piazzamenti, quinto alla Parigi-Tours e nono nel campionato nazionale.
Nel 1939 dimostrò ancora la sua attitudine per le classiche del pavé e delle Ardenne, arrivando sesto nella Parigi-Bruxelles e undicesimo nella Liegi-Bastogne-Liegi. Partecipò nuovamente al Giro del Lussemburgo, che concluse secondo vincendo una tappa, e poi al Tour de France, in cui fu terzo.
Con lo scoppio della Seconda guerra mondiale le gare si fecero meno intense, tuttavia Vlaemynck continuò a correre nelle prove che di volta in volta venivano organizzate. Nel 1942 fu terzo nel campionato belga, mentre nel 1943 l'attività fu più intensa, vinse il Gran Premio dell'Auto, organizzato dallo stesso giornale che negli anni passati aveva organizzato il Tour de France, e fu secondo nel Giro del Belgio, in cui vinse anche una tappa. Fu inoltre secondo nell'Omnium de la Route e quinto nel Circuit du Midi, mentre nel 1945 fu secondo nella Freccia Vallone.
Finita la guerra, con la riorganizzazione delle grandi corse, Vlaemynck dimostrò ancora una volta la sua propensione per le classiche del pavé: fu undicesimo nel Giro delle Fiandre, terzo nella Parigi-Roubaix e nel Circuito delle Fiandre nel 1946 e secondo nella Gand-Wevelgem e terzo nel Grand Prix d'Europa el 1947.
Nel 1947 partecipò anche con la squadra Olmo al Giro d'Italia dove però si ritirò nel corso della diciassettesima tappa.
Nel 1948 non ottenne particolari risultati, fu comunque undicesimo sia nel campionato belga che nella Parigi-Tour, e sesto nella Roubaix-Huy. Si ritirò nel 1949 con un ultimo piazzamenti, il terzo posto nel Circuito delle tre Provincie in Belgio.

## Palmarès
- 1936

4ª tappa Tour du Nord
- 1937

1ª tappa Circuit du Midi
3ª tappa Circuit du Midi
Classifica generale Circuit du Midi
2ª tappa Circuit de Morbhian
- 1938

Classifica generale Tour de Luxembourg
- 1939

Grand Prix de l'Exposition de Liège (corsa a coppie con Félicien Vervaecke)
2ª tappa Tour de Luxembourg
- 1943

Grand Prix de l'Auto
3ª tappa, 2ª semitappa Giro del Belgio
- 1945

Circuit de Paris
1ª tappa Criterium du Midi

### Altri successi
- 1939

Criterium di Cannes
- 1942

Criterium di Micheroux
- 1944

Flèche Française (cronosquadre con Bonnaventure, Idée, Schmitt)
- 1945

Criterium di Sint-Lambrechts-Woluwe
Criterium di Moorslede
- 1946

Criterium di Kortrijk
Criterium di Waregem

## Piazzamenti

### Grandi Giri
- Tour de France

1939: 3º
- Giro d'Italia

1947: ritirato

### Classiche monumento
- Milano-Sanremo

1948: 18º
- Giro delle Fiandre

1941: 11º
1946: 11º
- Parigi-Roubaix

1943: 13º
1946: 3º
1947: 10º
- Liegi-Bastogne-Liegi

1938: 29º
1939: 11º
1943: 17º
1947: 23º
1948: 31º